# Effet photoélectrochimique
L'effet photoélectrochimique désigne un ensemble de processus par lesquels la lumière se transforme en d'autres formes d'énergie. Ces processus s'appliquent à la photochimie, aux lasers à pompage optique, aux cellules solaires (qu'elles soient photovoltaïques, photoélectriques, photoélectrochimiques), à la luminescence, au changement réversible de la couleur d'un matériau lors de son exposition à la lumière, etc.

## Sources
- (en) Cet article est partiellement ou en totalité issu de l’article de Wikipédia en anglais intitulé « Photoelectrochemical process » (voir la liste des auteurs).